# 2136-os mellékút (Magyarország)
A 2136-os számú mellékút egy négy számjegyű mellékút Nógrád vármegyében, a Cserhát déli peremvidékén.

## Nyomvonala
Kisbágyon központjában ágazik ki a 2129-es útból, majdnem pontosan annak 21. kilométerénél, dél felé. Másfél kilométere előtt átlép Palotás területére, ott ér véget, 3,284 kilométer után, a 2109-es útba csatlakozva, annak 20+500-as kilométerszelvénye közelében.